# あしたは元気 〜More Music!〜
「あしたは元気 〜More Music!〜」（あしたはげんき モアミュージック!）は、1989年2月 - 3月、NHK『みんなのうた』で放送された曲。
作詞・作曲：米村裕美、編曲：亀田誠治、歌：芳本美代子。

## 概要
映像は実写でヘアーバンドを着けた少女と白い犬が登場し、自転車に乗ってモノレールが見える町や海岸まで行く。
芳本美代子の初の『みんなのうた』出演作。芳本は7年後の1996年2月の楽曲「ハンバーグの作り方」のコーラスで出演する。
CDはカバーのみ存在し、芳本歌唱による音源化は行われていない。
作詞作曲担当の米村裕美が1991年に販売したアルバム『もういちどあの場所へ』の収録曲「愛をこめて」は本曲のメロディを流用している（歌唱は米村によるもの、歌詞は全く異なる）。